# Stava (pravljica)
Stava je ljudska pravljica v knjigi Slovenske pravljice, ki jo je uredil Niko Grafenauer. 

## Vsebina
Dva mladeniča sta stavila za sod vina, kdo si upa globlje po vrvi spustiti v brezno. Brezno naj bi segalo vse do pekla. Prvi se je v brezno spustil mlajši mladenič. Že prvi dan se mu je vrv strgala. Ujel se je na polici, ki je preprečila, da ni zgrmel v večno temo.
Naslednji dan pa se je v brezno podal še starejši mladenič. Po treh dneh spuščanja je prišel do konca vrvi. Beli štrped ga je prepričeval, naj se vrne nazaj, toda mladenič se ni zmenil zanj. Vzel je vrv, ki mu jo je prinesel črni štrped. Dejal mu je, da bo sedaj lahko prišel še enkrat globlje v brezno.
Njegova usoda ostaja skrivnost. Ljudje pa so se brezna začeli izogibati, ker so od časa do časa iz njega prihajali čudni, nerazumljivi glasovi.